# TTL 7443
O circuito integrado TTL 7443 é um dispositivo TTL encapsulado em um invólucro DIP de 16 pinos que contém um decodificador de excesso-3 para decimal.

## Tabela-verdade
| Entrada decimal equivalente | Entrada de 4 bits | Entrada de 4 bits | Entrada de 4 bits | Entrada de 4 bits | Saída | Saída | Saída | Saída | Saída | Saída | Saída | Saída | Saída | Saída |
| Entrada decimal equivalente | D                 | C                 | B                 | A                 | 0     | 1     | 2     | 3     | 4     | 5     | 6     | 7     | 8     | 9     |
| --------------------------- | ----------------- | ----------------- | ----------------- | ----------------- | ----- | ----- | ----- | ----- | ----- | ----- | ----- | ----- | ----- | ----- |
| 3                           | L                 | L                 | H                 | H                 | L     | H     | H     | H     | H     | H     | H     | H     | H     | H     |
| 4                           | L                 | H                 | L                 | L                 | H     | L     | H     | H     | H     | H     | H     | H     | H     | H     |
| 5                           | L                 | H                 | L                 | H                 | H     | H     | L     | H     | H     | H     | H     | H     | H     | H     |
| 6                           | L                 | H                 | H                 | L                 | H     | H     | H     | L     | H     | H     | H     | H     | H     | H     |
| 7                           | L                 | H                 | H                 | H                 | H     | H     | H     | H     | L     | H     | H     | H     | H     | H     |
| 8                           | H                 | L                 | L                 | L                 | H     | H     | H     | H     | H     | L     | H     | H     | H     | H     |
| 9                           | H                 | L                 | L                 | H                 | H     | H     | H     | H     | H     | H     | L     | H     | H     | H     |
| 10                          | H                 | L                 | H                 | L                 | H     | H     | H     | H     | H     | H     | H     | L     | H     | H     |
| 11                          | H                 | L                 | H                 | H                 | H     | H     | H     | H     | H     | H     | H     | H     | L     | H     |
| 12                          | H                 | H                 | L                 | L                 | H     | H     | H     | H     | H     | H     | H     | H     | H     | L     |

Note-se que as saídas são invertidas e só aceitam a entrada de números binários de 3 à 12.